# 園田城
園田城（そのだじょう）は、宮崎県えびの市榎田の園田にあった日本の城（平山城）。

## 概要
城域は東西に160メートル、南北に240メートルあり、城郭は2つに分かれ、北西の郭の西の一部が緩やかな谷で、西と北からの進入路があったものと想定され、それ以外はシラス土壌が急峻な崖となった天然の要害である。
ただし、文献には見出せない城であるため、拠点としての城では無かったものと想定され、北原氏の領内に在ったという以外、築城年代等も不明である。
また、現在は「日章学園九州国際高等学校」、ならびに「えびの市国際交流センター」の敷地となっており、その開発の際に発掘調査が行われたが、諸般の事情により頂部と一部の斜面しか調査できていないのに加え、古墳時代および古代から中世末まで継続した集落がこの土地に重複しており、柱の跡が1,500基も検出された上に、城郭のための際立って大きな柱穴が無いことから、実態そのものが不明である。
しかしながら、南西部からの進入路より14世紀後半頃の備前焼のすり鉢などが出土していることから、山上の集落がこの頃に堀切や進入路等を整備して砦を築いたものと想定される。